# Latosaaret (ö i Mellersta Finland)
Latosaaret är en ö i Finland. Den ligger i sjön Keitele och i kommunen Äänekoski i den ekonomiska regionen  Äänekoski ekonomiska region  och landskapet Mellersta Finland, i den centrala delen av landet, 290 km norr om huvudstaden Helsingfors. Öns area är 3,7 hektar och dess största längd är 0,5 kilometer i sydöst-nordvästlig riktning.  Notera att namnet antyder att det är fråga om flera öar.